# Сомонок (Илиноис)
Сомонок (енгл. Somonauk) град је у америчкој савезној држави Илиноис.

## Демографија
По попису из 2010. године број становника је 1.893, што је 598 (46,2%) становника више него 2000. године.
| Група             | 2000.         | 2010.         |
| Белци             | 1.248 (96,4%) | 1.777 (93,9%) |
| Афроамериканци    | 0 (0,0%)      | 4 (0,2%)      |
| Азијати           | 2 (0,2%)      | 5 (0,3%)      |
| Хиспаноамериканци | 26 (2,0%)     | 77 (4,1%)     |
| Укупно            | 1.295         | 1.893         |